# Cyperus compressus
Espèce
Classification phylogénétique
Statut de conservation UICN

 LC  : Préoccupation mineure
Cyperus compressus est une espèce de plante de la famille des Cyperaceae.